# Lennart Johansson
Lennart Johansson (Estocolmo, 5 de novembro de 1929 — Estocolmo, 4 de junho de 2019) foi um dirigente desportivo sueco, presidente da União das Associações Europeias de Futebol (UEFA), de 1990 a 2007, e vice-presidente da Federação Internacional de Futebol (FIFA).

## Biografia
Foi presidente do AIK Solna, clube do subúrbio de Estocolmo. A experiência como presidente do clube o levou a ser, em 1984, presidente da Federação Sueca de Futebol (SvFF) e sua gestão durou até 1991. Neste período Johansson já se envolvia com as atividades da UEFA e em abril de 1990, em consequência de sua liderança, foi eleito o quinto presidente da UEFA, cargo esse ocupado anteriormente por Jacques Georges. Permaneceu como presidente da instituição até 2007, quando então em 26 de Janeiro, perdeu as eleições para o jogador francês Michel Platini por 27 votos contra 23.
Johansson foi também vice-presidente da FIFA e em 1998, foi candidato a sucessor do brasileiro João Havelange, presidente da organização, mas foi derrotado por Sepp Blatter. No entanto, continuou trabalhando para o órgão onde adquiriu as funções de presidente do Comité Organizador do Campeonato do Mundo e do Bureau 2006 FIFA World Cup Germany. Foi também membro do Comité de Emergência e do de Estudos Estratégicos.
Nos últimos anos de vida, Lennart Johansson residiu em Estocolmo.